# 曾根菜津子
名城菜津子（1985年12月4日—），婚前姓名曾根菜津子，藝名辣妹曾根（ギャル曽根，因其澀谷辣妹的造型而來）。是日本的藝人、大胃選手、歌手及美食評論家，以食量大而聞名，有「大胃女王」的外號，京都府舞鶴市出身。
2006年與經紀公司渡邊娛樂（ワタナベエンターテインメント）簽約並開始參與節目通告及活動。曾根的出現，使日本沉寂了三年的大胃王比賽真空期再度回復活躍。（2002年因日本愛知縣一名國中生因為模仿大胃王比賽的參賽者而噎死，使日本立刻停止進行有關的競賽）。
2007年4月23日與辻希美、時東亞美（時東ぁみ）三人組成了團體「Gyaruru」（ギャルル），並於此團體中稱為。
2007年5月8日辻希美因懷孕而宣布退出，並於2007年5月14日由安倍麻美補位，曾根也取代了第一代的領隊辻希美，成為第二代的領隊。
2011年7月25日，曾根在自己的網誌宣佈已於7月24日與大她9歲的日印混血电视导演名城拉利塔（日語：名城 ラリータ）結婚。8月6日，夫妇二人一同出演节目。

## 簡介
- 雖然曾根食量極大，但體重卻僅有45公斤，身高亦只有162公分。
- 父亲曾是实业家，后来破产。母亲是小学教师，年轻时亦吃很多[1]。但不论家境如何，曾根小时候母亲总是给一家人做非常多的料理。
- 熱愛乒乓球運動。
- 電視節目中曾邀請醫療機構對曾根的身體進行檢測，結果發現其腸內的双歧杆菌比例較一般女性平均（10%到15%）多出近四倍（约50%）；吃饭时，血糖值几乎不上升，故亦更难有饱腹感；同時使用热红外成像仪發現，即使處於睡眠狀態，她的新陳代謝效率依舊不會降低，且胃部底端的幽門較一般人略為寬闊，綜合以上檢驗結果判斷有助於食物的消化速度。不过她本人亦表示，由于吃太多，一天需要大便六次之多，但并不觉得害羞。
- 与同为大胃女王的三宅智子关系很好。
- 因为是京都府出身故会说关西话，但因为要做艺人所以改说标准日语。

## 作品列表

### 電視節目

#### 其他
- 元祖!大食い王決定戦 新爆食女王誕生戦（東京電視台）
- 嵐の美食バカ食い大戦（不定期放送、2006年9月23日、2006年11月18日）
- 元祖!大食い王決定戦 新爆食女王限界死闘編（東京電視台）
  - 夏威夷州にて拉面16杯を完食し優勝。前年に続き2連覇達成。
- 日テレ系生放送の人気司会者大集合 番組対抗2007まちがいだらけのニュース検定（2007年12月22日，日本電視台）
  - 「ギャル曽根vs2007年・ニュースな食べ物を食べ尽くせ!」コーナーにて。
- 徹子の部屋（2008年5月27日，朝日電視台系）
- いいはなシーサー（2008年7月3日，朝日電視台）
- 黃金傳說－吃光高速公路的超人氣當地推薦美食排行榜
  - 東名高速道路、中央自動車道、東北自動車道、西日本高速道路

### 廣告
- アオキーズ・ピザ（中京地方local）- 最後の方で顔が少し映る程度に出演しているだけだが、マヨラーらしく同店のピザメニュー「ラブマヨ」を推薦している。
- ナムコ・ナンジャタウンのCMにも出演
- 小僧寿司本部のイメージキャラクターに就任、新聞の折り込み広告などに掲載されている。

### 動畫
- 劇場版 仮面ライダーキバ 魔界城の王（2008年）- サヤカ／メドゥーサレジェンドルガ役
- Delicious Party ♡ 光之美少女（2022年）- 第36話 本人役

### 著作
- ギャル曽根.  [Gal曾根的大食快樂之道]. 講談社. 2008-05-24. ISBN 978-4062146043 （日语）.

## 參看
- 其他女性大食比賽選手：高橋實櫻－三宅智子－宮西亞紗美－佐藤ひとみ

## 註腳
1. ↑  . 大手小町. 2019-11-07  [2022-04-20]. （原始内容存档于2021-07-25） （日语）.

## 外部連結
- 曾根菜津子的Instagram帳戶
- （日語） 曾根菜津子在渡邊娛樂的官方履歷 （页面存档备份，存于）
- （日語） Gal曾根BLOG：ごはんは残さず食べましょう（官方部落格）
- （日語） Gal曾根BLOG：ごはんは残さず食べましょう （页面存档备份，存于）（新的部落格）
- . 東京流行通訊. 2007-05-24  [2008-08-06].[永久]

[[C[ategory:大胃王]]